# یواس‌اس انتاریو (ای‌تی-۱۳)
یواس‌اس انتاریو (ای‌تی-۱۳) (به انگلیسی: USS Ontario (AT-13)) یک کشتی بود که طول آن ۱۸۵ فوت ۲ اینچ (۵۶٫۴۴ متر) بود. این کشتی در سال ۱۹۱۲ ساخته شد.